# Niki Mäenpää
Niki Emil Antonio Mäenpää (* 23. ledna 1985 Espoo) je finský profesionální fotbalový brankář, který chytá za italský klub Benátky FC. Mezi lety 2008 a 2021 odchytal také 27 utkání v dresu finské reprezentace.
Mimo Finsko hrál na klubové úrovni ve Francii, Nizozemsku a v Anglie.

## Klubová kariéra
Ve Finsku hrál v klubu Helsingin Jalkapalloklubi (HJK Helsinki), v roce 2003 přestoupil do francouzského klubu RC Lens, tam chytal tři sezóny za rezervní tým. Poté vystřídal nizozemské týmy FC Den Bosch, Willem II Tilburg, AZ Alkmaar a potom jako volný hráč přešel do klubu VVV-Venlo, kde mu v červnu 2015 skončila smlouva. Na konci roku 2015 přestoupil do anglického klubu Brighton & Hove Albion

## Reprezentační kariéra
K prvnímu reprezentačnímu zápasu za A-tým Finska nastoupil 2. 6. 2008 v Turku v mezistátním utkání proti Bělorusku (remíza 1:1).